# 棕色田鼠
棕色田鼠（学名：Lasiopodomys mandarinus）为仓鼠科田鼠属的动物。在中国大陆，分布于陕西、河北、内蒙古、山西等地，多生活于草原。该物种的模式产地在内蒙萨拉齐。

## 亚种
- 棕色田鼠河北亚种（学名：Lasiopodomys mandarinus faeceus），Allen于1924年命名。。[3]
- 棕色田鼠山西亚种（学名：Lasiopodomys mandarinus johannes），Thomas于1910年命名。。[4]
- 棕色田鼠指名亚种（学名：Lasiopodomys mandarinus mandarinus），Milne-Edwards于1871年命名。。[5]